# ريك داف
ريك داف (مواليد 21 يونيو 1964) هو ملاكم كندي، مثّل بلاده في الألعاب الأولمبية الصيفية 1984.

## روابط خارجية
ريك داف على موقع أوليمبيديا (الإنجليزية)